# 石井雅史
石井 雅史（いしい まさし、1972年12月23日 - ）は、元競輪選手で、現在は自転車競技（パラサイクリング）選手。神奈川県伊勢原市出身。現在藤沢市在住、藤沢市みらい創造財団、イナーメ信濃山形所属。

## 経歴
藤嶺学園藤沢高等学校を経て、日本競輪学校第72期生として、日本競輪選手会・神奈川支部に在籍。ホームバンクは平塚競輪場で、1993年8月21日にいわき平競輪場でデビューし3着。初勝利は同年9月23日、高松競輪場で挙げた。
2001年7月16日、自宅近辺の山中にて街道練習（ロードワーク）中に乗用車と正面衝突し、びまん性軸索損傷などで意識不明の重体に陥ってしまう。事故から約1か月後に意識は回復したが、脳外傷の後遺症により言語障害や記憶障害が生じてしまい、また左脚が不自由な状態となった。
だが再び自転車に乗れるようにまで身体が回復したことから競走への復帰を目指していたが、高次脳機能障害との診断が下ったことにより事実上のドクターストップがかかり、競輪選手として現役続行が不可能となったため、2004年4月26日選手登録削除された。通算戦績609戦93勝。優勝8回。
しかし引退時から関係団体や知人の紹介により、障害者スポーツとしての自転車競技（パラサイクリング）に取り組むようになった。最初はまっすぐ走ることすらままならない状態だったが、2006年、スイス・エーグルで行われたIPC世界選手権ではトラック1kmタイムトライアル (以下TT) で銀メダル、3km個人追抜で銅メダル、ロードTTで銀メダルを獲得した。
2007年、フランスのボルドーで開催された（この年からIPCにかわりUCIの管轄下で行われることとなった）UCIパラサイクリング世界選手権の1kmTT (CP4) において、1分9秒274の世界新記録をマークして優勝。さらに同大会ではロードレースも制したほか、3km個人追抜では2位に入った。
迎えた2008年の北京パラリンピック。トラックレースでは2種目の出場となった。9月7日、3km個人追抜 (CP4) に出場。予選タイムはトップだったが、決勝で対戦したオーストラリアのクリストファー・スコットにわずか0.013秒及ばず銀メダル。しかし9月9日に行われた1kmTT (CP4) では、1分8秒771の世界新記録をマークして他選手を圧倒。日本人選手として同大会最初の金メダリストに輝いた。また、9月12日に行われたロードTTでは銅メダルを獲得。13日に行われたロードレースでは途中棄権に終わったものの、すべての種類のメダルを獲得した。
なお、1kmTTの世界未公認記録としては、2007年11月にコロンビア・カリで行われたUCIパラパンアメリカン選手権において1分8秒247、2008年5月にイギリス・マンチェスターで行われた2008VISAパラリンピックワールドカップにおいて1分8秒553をマークしている。
これらの実績が認められ、2009年4月からは藤沢市スポーツ振興財団（2010年4月より財団法人藤沢市みらい創造財団として組織統合）の非常勤職員として自転車競技活動を続けている。9月にはUCIパラサイクリング世界選手権のロードレースに参加したが、ゴール前のスプリントで落車事故を起こし、上半身数箇所の骨折および肺損傷の重傷を負ってしまい、帰国できる状態になるまで現地で1ヶ月以上安静を強いられてしまった。
その後リハビリを経て競技に問題ない程度まで回復し、2010年12月のアジアパラ競技大会では4km個人追抜（男子C4-5）と個人ロードTT（男女混合C1-5）でそれぞれ銀メダルを獲得した。
2012年はロンドンパラリンピック代表選手に選出され3種目に出場し、男子トラック1kmTT（C4-5）で6位、男子個人追抜（C4）で9位、男子ロードTT（C4）で11位となった。
2014年、メキシコで行われた世界選手権では男子トラック1kmTT(C4-C5)で4位、4km個人パシュートで9位。
翌2015年にはオランダで行われた世界選手権にも参加し、男子トラック1kmTT(C4-C5)で4位、4km個人パシュートで8位。
2016年はイタリアで行われた世界選手権にて男子トラック1kmTT(C4-C5)で6位、4km個人パシュートで7位。「競技人生の集大成にしたい」と挑んだリオデジャネイロパラリンピックにも参加し、1kmTT(C4-C5)で6位入賞を記録するなど健闘。個人ロードレースにも参加するが、同レースに参加していたイランのバハマン・ゴルバルネジャドが事故死したことを受け、危険と判断し途中棄権した
その後、同年10月に行われた国内大会を持って現役を引退。若手育成にも携わる意向を示した。
引退から2年後の2018年、ミスター競輪とも呼ばれる中野浩一に「東京で五輪があるのにここで終わっていいのか」と鼓舞され、46歳にして現役復帰することとなった。
翌2017年に出場した全日本パラサイクリング大会では、1kmTT(C4-C5)で1分10秒554で1位。

## 注
1. ↑  Yuko.SATO (2006年9月12日). “スイス・エーグルで障害者自転車世界選手権開幕”. CYCLINGTIME.com. 2011年1月4日閲覧。
2. ↑  佐藤有子 (2009年6月3日). “パラサイクリング 日本チーム強化の軌跡vol.2　UCIへの移管、新たなステージへ”. Cyclowired.jp. 2011年1月4日閲覧。
3. ↑  佐藤有子 (2007年8月23日). “パラサイクリング世界選手権2007現地レポート　石井雅史が1km個人TTで世界新記録樹立&金メダル獲得!”. CYCLINGTIME.com. 2009年3月10日閲覧。
4. ↑  Yuko Sato (2008年9月23日). “北京パラリンピックレポート vol.2　「生きててよかったなあって…」金銀銅三冠の石井雅史に聞く”. CYCLINGTIME.com. 2009年3月10日閲覧。
5. ↑  Yuko SATO (2009年9月17日). “ゴールスプリントで落車した石井雅史が複数箇所骨折、現地入院”. Cyclowired.jp. 2009年12月13日閲覧。
6. ↑  Yuko SATO (2010年12月16日). “大城ペアが1kmTTで金、藤田・石井が個人追抜で銀メダル獲得”. Cyclowired.jp. 2011年1月4日閲覧。
7. ↑  Yuko SATO (2010年12月20日). “ロード個人TTで奥村が金、石井が銀メダル獲得”. Cyclowired.jp. 2011年1月4日閲覧。
8. ↑  ロンドン五輪・ロンドンパラリンピック代表候補選手記者会見 - 日本自転車競技連盟 2012年5月1日付